# Eucladium tasmanicum
Eucladium tasmanicum är en bladmossart som beskrevs av Brotherus och Rodway 1913. Eucladium tasmanicum ingår i släktet Eucladium och familjen Pottiaceae. Inga underarter finns listade i Catalogue of Life.